# Schwarzenstein (Trogen)
Schwarzenstein ist ein Gemeindeteil der Gemeinde Trogen im Landkreis Hof (Oberfranken, Bayern). Schwarzenstein liegt in der Gemarkung Trogen.

## Geografie
Die Einöde ist von allen Seiten außer den Norden von Photovoltaikanlagen umgeben. Im Norden grenzt das Waldgebiet Schwarzenstein an. In diesem befindet sich eine Basaltkuppe, die als Geotop ausgezeichnet ist. Eine Gemeindeverbindungsstraße führt die Bundesautobahn 93 überbrückend nach Trogen zur Kreisstraße HO 13 (1,8 km südwestlich).

## Geschichte
Von 1797 bis 1810 unterstand Schwarzenstein dem Justiz- und Kammeramt Hof. Infolge des Ersten Gemeindeedikts wurde Schwarzenstein dem 1812 gebildeten Steuerdistrikt Trogen und der zugleich entstandenen Ruralgemeinde Trogen zugewiesen.

### Einwohnerentwicklung
| Jahr      | 1819  | 1861  | 1871  | 1885  | 1900   | 1925   | 1950   | 1961   | 1970   | 1987   | 2021 |
| Einwohner | *     | 9     | 7     | 8     | 7      | 10     | 5      | 6      | 5      | 7      | 10   |
| Häuser    |       |       | 1     | 1     | 1      | 1      | 1      |        | 1      |        |      |
| Quelle    | [ 4 ] | [ 7 ] | [ 8 ] | [ 9 ] | [ 10 ] | [ 11 ] | [ 12 ] | [ 13 ] | [ 14 ] | [ 15 ] |      |

## Religion
Schwarzenstein ist evangelisch-lutherisch geprägt und gehört bis heute zur Kirchengemeinde Trogen.